# Ucceatal

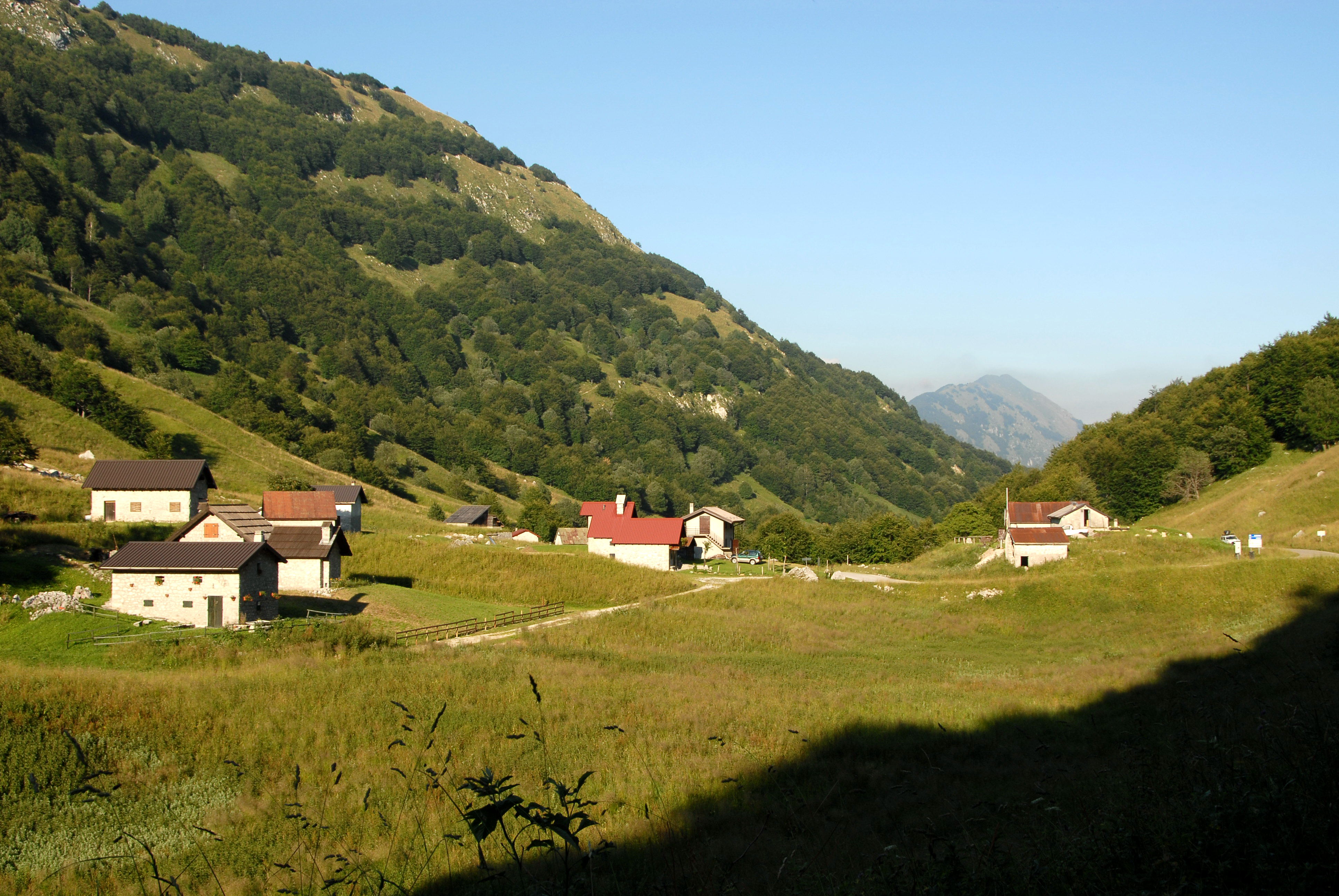
Sella Carnizza mit der Ortschaft Stauli Gnivizza (Blick ostwärts)

Das Ucceatal (slowenisch dolina Učje) ist ein Gebirgstal in den westlichen Julischen Alpen im Friaul. Es verläuft in west-östlicher Richtung und wird durch den Fluss Rio Uccea gebildet, der auf italienischer Seite am Monte Musi entspringt, nach 8 km knapp östlich des Ortes Uccea die Grenze nach Slowenien überquert.
Ab dort tragen Fluss und Tal den slowenischen Namen Učja. Das Gewässer sie fließt durch eine enge Schlucht und mündet dann beim Ort Žaga (Gemeinde Bovec) in die Soča (Isonzo), der südwärts wieder nach Italien fließt.
Von Žaga führt eine knapp 10 Kilometer lange Straße, der sogenannte Uccea-Pass (Učja-Pass / Sedlo Uccea), ins Ucceatal.
Ein Fahrweg führt vom Ucceatal über den Carnizzasattel (Sella Carnizza, 1086 m) ins Resiatal.
Das Ucceatal ist das niederschlagreichste Gebiet Italiens (1960 wurden hier 6.103 mm gemessen).

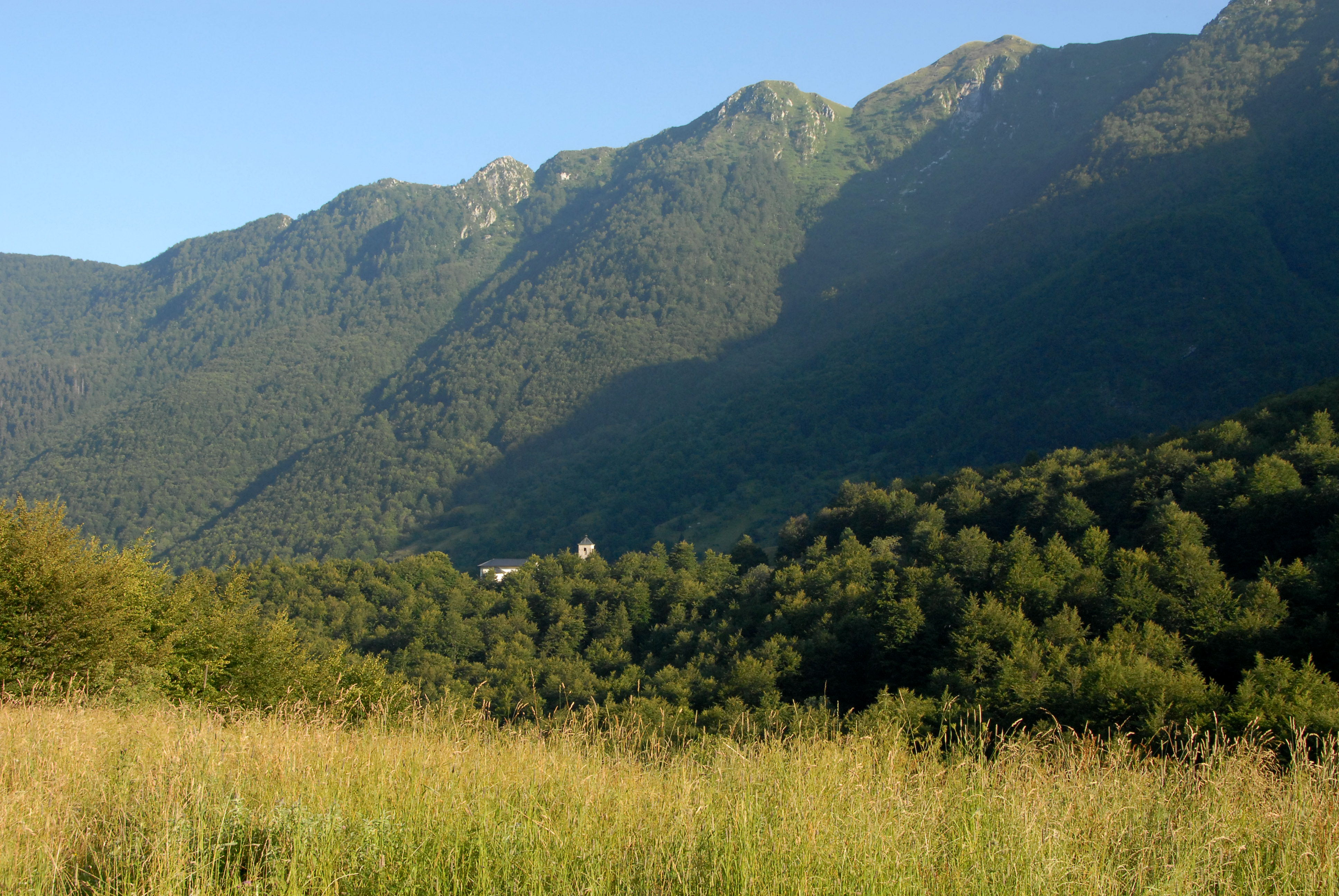
Santa Anna di Carnizza
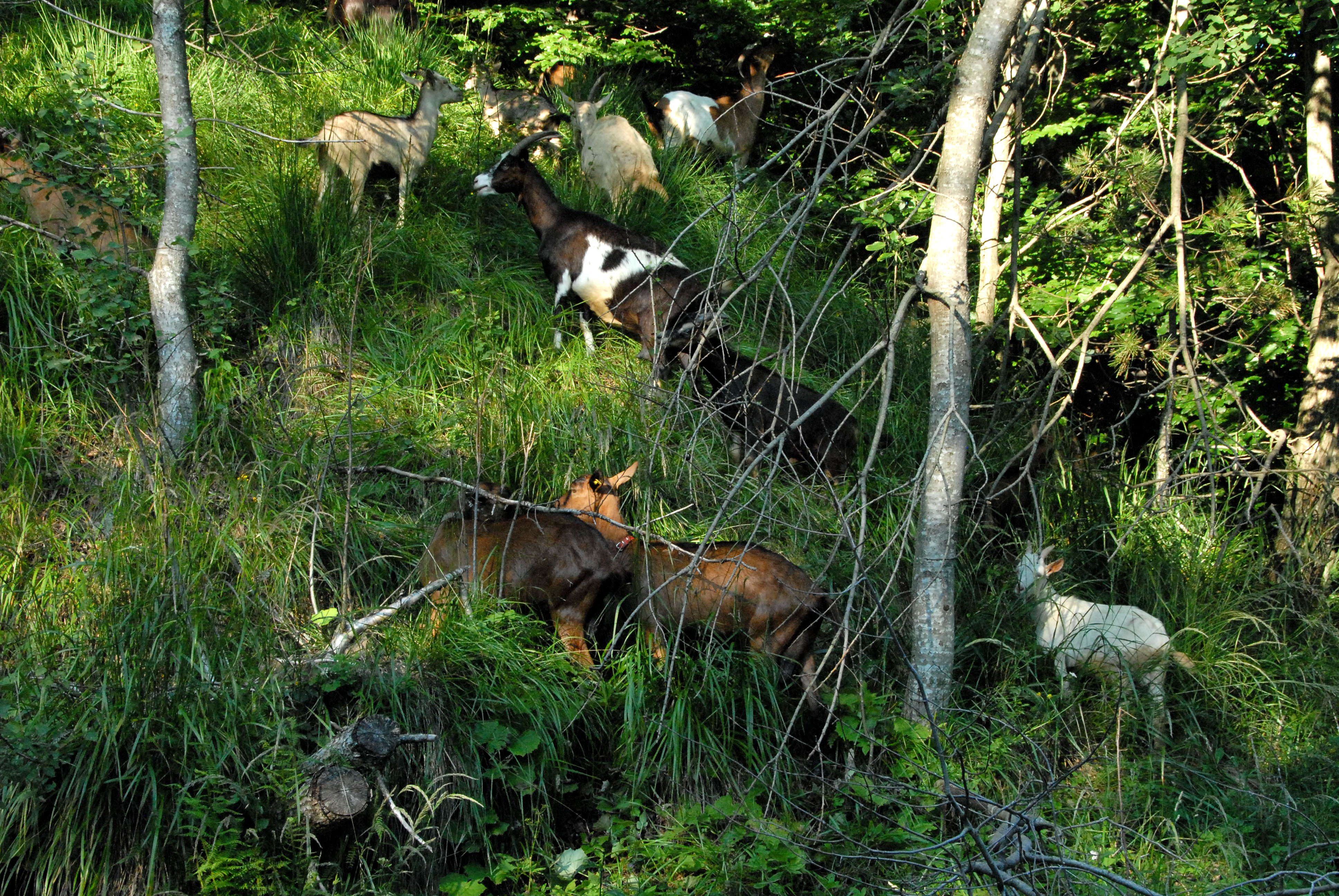
Ziegenherde zwischen Carnizza und Uccea
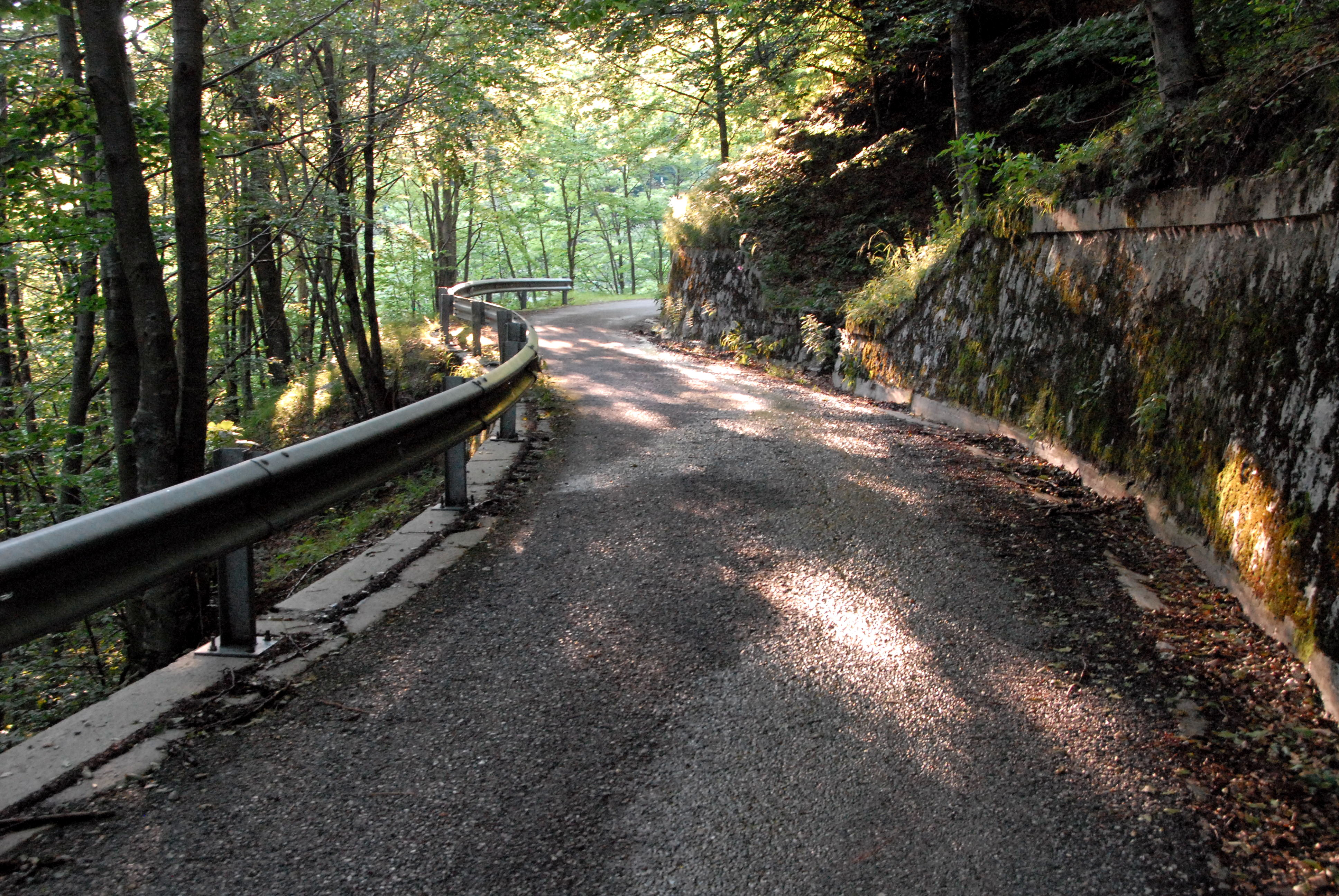
Bergstrasse zwischen Carnizza und Uccea